# René Arnoux (Flugzeugkonstrukteur)

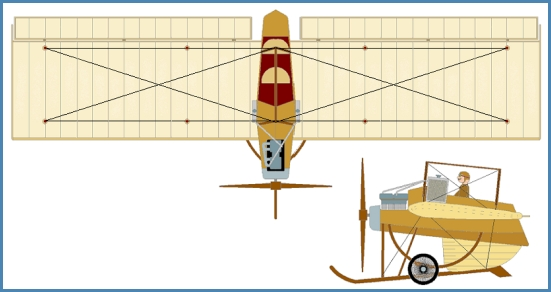
Arnoux Stablavion 1913

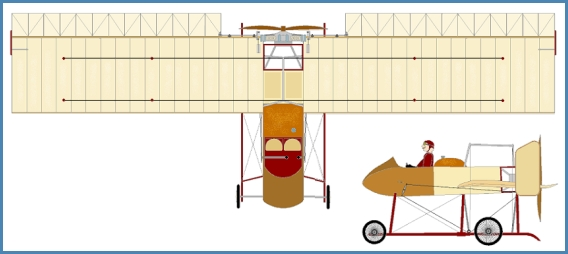
Arnoux Stabloplan 1914

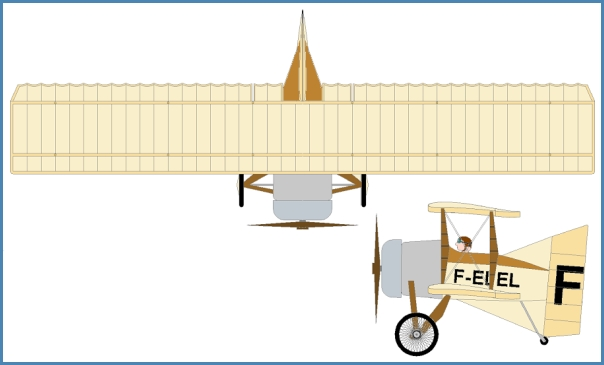
Arnoux HD.14 sans Queue

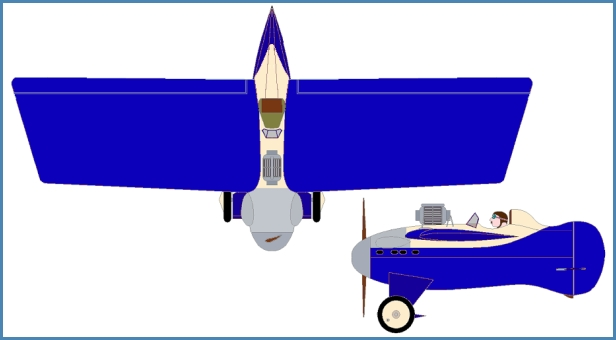
Arnoux Simplex 1922

René Arnoux (* 1. September 1858 in Montceau-les-Mines; † 15. März 1928 in Paris) war Erfinder, Ingenieur und ein französischer Flugzeugkonstrukteur. Er war der erste Luftfahrt-Pionier, der ungepfeilte Nurflügel mit eigenstabilem S-Schlag-Profil baute.
Über sein Leben ist wenig bekannt, es existieren lediglich Zeitungsartikel mit Fotos seiner Flugmaschinen.

## Geschichte
Er wurde 1858 in Montceau-les-Mines geboren. Seine Eltern waren Hyacinthe Henri Arnoux und Léonie geb. Muel. Er war verheiratet mit Jeanne Chardon, die Ehe wurde am 3. Juli 1890 geschlossen.
Vor 1893 arbeitet er für Continental Edison und Ateliers Bréguet. 1893 gründete er mit Raphaël Chauvin das Unternehmen Chauvin Arnoux. Neben elektrischen Messgeräten stellten sie 1909 auch für die Fliegerei Messgeräte her.
Neben dem Österreicher Ignaz „Igo“ Etrich und John William Dunne (Pfeilflügel-Dunnetyp) sowie dem in England lebenden Maler und Flugpionier José Weiss war er einer der ersten, der sich mit schwanzlosen Flugzeugen beschäftigte.
1908 stiftete er einen Preis, bei Ligue Nationale Aérienne mit 1.000 Francs dotierten. Dieser sollte an den ersten französischen Piloten, der bis zum 9. Oktober 1909 ein Flugzeug mit einer Flügelspannweite und Größe gebaut hat, die klein genug war, um auf Route National zu starten und zu landen.
Sein erstes Flugzeug, einen schwanzlosen Doppeldecker (Arnoux Biplane), ließ er bereits im Jahr 1909 bauen es sollte von Louis Gaudart geflogen werden. Darauf folgten weitere schwanzlose Modelle in Eindeckerbauweise, die alle über durchgängige Elevons verfügten.
- Die erste Stabloplan wurde 1912 gebaut.[12]
- Die „Stablavion“ von 1913 hatte unter dem Rumpf eine Seitenflosse und einen wassergekühlten Vierzylindermotor mit Zugschraube. Die Sitze waren hintereinander angeordnet. Es wurde auf dem Salon de l'aéronautique de Paris 1913 ausgestellt.[13]
- Die „Stabloplan“ von 1914 hatte in ihrer endgültigen Version zwei primitive Winglets und einen Rotationsmotor mit Druckschraube. Die Sitze waren nebeneinander angeordnet.
- Nach dem Ersten Weltkrieg machte Arnoux sich gleich wieder an die Arbeit und baute Anfang der 1920er einen normalen Hanriot HD.14-Doppeldecker zu einer schwanzlosen Version um, die HD.14 sans Queue genannt wurde. Hierfür wurden die inneren Flügelrippen gekürzt und dann eine durchgängige Steuerklappe installiert. Auch der hintere Rumpf wurde abgetrennt und durch eine dreieckige Seitenflosse ersetzt. Der 80-PS-Motor wurde beibehalten.
- Arnoux’ letztes Modell war das Rennflugzeug „Simplex“, welches von einem 320 PS starken Hispano-Suiza 8Fb-Motor angetrieben wurde. Der typische Tonnenkühler des Motors war vor dem Piloten angebracht, der in der Verlängerung der Seitenflosse saß. Die Maschine wurde für das Luftrennen Coupe Deutsch entworfen und wurde von dem bekannten Jagdflieger Georges Madon geflogen.

Danach wurde Arnoux Mitarbeiter von Charles Fauvel, der ihm zu Ehren einen seiner Doppelsitzer vom Typ AV22 auf den Namen „René Arnoux“ taufte.
Arnoux hatte viele Patente, war Vizepräsident der Technik Kommission des Automobile Club de France, Mitglied der Société des Ingénieurs Civils, der Société de Physique und der Société des Electriciens.
Er wurde auf dem Friedhof Père-Lachaise beigesetzt.

## Schriften
- La sécurité en aéroplane,  La Revue aérienne, Organe Officiel de la Ligue Nationale Aérienne, 1912[15]